# Distriktsrabbinat Bad Kissingen
Das Distriktsrabbinat Bad Kissingen entstand nach den Vorschriften des bayerischen Judenedikts von 1813 um 1839 in Bad Kissingen, einer Stadt im nördlichen Bayern.

## Aufgaben
Die Aufgaben umfassten Beratungen über Schulangelegenheiten, die Verwaltung von Stiftungen und die Verteilung von Almosen. Zur Finanzierung der Distriktsrabbinate wurden Umlagen von den einzelnen jüdischen Gemeinden bezahlt.

## Gemeinden des Distriktsrabbinats
- Jüdische Gemeinde Adelsberg
- Jüdische Gemeinde Bad Brückenau
- Jüdische Gemeinde Bad Kissingen
- Jüdische Gemeinde Bad Neustadt an der Saale
- Jüdische Gemeinde Bastheim
- Jüdische Gemeinde Burgsinn
- Jüdische Gemeinde Dittlofsroda
- Jüdische Gemeinde Eichenhausen
- Jüdische Gemeinde Garitz
- Jüdische Gemeinde Geroda
- Jüdische Gemeinde Hammelburg
- Jüdische Gemeinde Heßdorf
- Jüdische Gemeinde Maßbach
- Jüdische Gemeinde Mühlfeld
- Jüdische Gemeinde Oberelsbach
- Jüdische Gemeinde Oberstreu
- Jüdische Gemeinde Oberthulba
- Jüdische Gemeinde Oberwaldbehrungen
- Jüdische Gemeinde Platz
- Jüdische Gemeinde Poppenlauer
- Jüdische Gemeinde Rieneck
- Jüdische Gemeinde Rödelmaier
- Jüdische Gemeinde Steinach
- Jüdische Gemeinde Thüngen (seit 1937)
- Jüdische Gemeinde Thundorf
- Jüdische Gemeinde Unsleben
- Jüdische Gemeinde Untererthal
- Jüdische Gemeinde Unterriedenberg
- Jüdische Gemeinde Völkersleier
- Jüdische Gemeinde Weimarschmieden
- Jüdische Gemeinde Westheim
- Jüdische Gemeinde Willmars
- Jüdische Gemeinde Zeitlofs

## Distriktsrabbiner
- nach 1790: David Wolff (?–1824)
- 1799 bis 1809: R. Moses
- 1840 bis 1852: Lazarus Adler (1810–1886)
- 1852 bis 1864: Gabriel Hirsch Lippman (1805–1864)
- 1865 bis 1867: Moses Löb Bamberger (1838–1899) als Rabbinatsverweser
- 1867 bis 1899: Moses Löb Bamberger (1838–1899) als Distriktsrabbiner
- 1899 bis 1902: Nathan Bamberger (1842–1919) aus Würzburg in Vertretung
- 1902 bis 1932: Seckel Bamberger (1863–1934)
- 1932 bis 1938: Max Ephraim (1898–1942)